# Bernay-en-Champagne
Bernay-en-Champagne – miejscowość i dawna gmina we Francji, w regionie Kraj Loary, w departamencie Sarthe. W 2016 roku populacja ówczesnej gminy wynosiła 543 mieszkańców. 
W dniu 1 stycznia 2019 roku z połączenia dwóch ówczesnych gmin – Bernay-en-Champagne oraz Neuvy-en-Champagne – powstała nowa gmina Bernay-Neuvy-en-Champagne. Siedzibą gminy została miejscowość Neuvy-en-Champagne. 